# Lądowisko Skierniewice-Szpital
Lądowisko Skierniewice-Szpital – lądowisko sanitarne w Skierniewicach, w województwie łódzkim, położone przy ul. Stanisława Rybickiego 1. Przeznaczone jest do wykonywania startów i lądowań śmigłowców Lotniczego Pogotowia Ratunkowego.
Zarządzającym lądowiskiem jest Wojewódzki Szpital Zespolony im. Stanisława Rybickiego w Skierniewicach. W roku 2015 zostało wpisane do ewidencji lądowisk Urzędu Lotnictwa Cywilnego pod numerem 300